# Giovanni Truglio
Giovanni Truglio (Sant'Agata di Esaro, 25 novembre 1959) è un generale italiano dell'Arma dei Carabinieri.

## Biografia
Laureato in Scienze politiche.
Ha frequentato l'Accademia militare di Modena tra il 1977 e il 1979 completando i corsi presso la Scuola Ufficiali dei Carabinieri di Roma nel biennio 1979-1981.
Come ufficiale dell'Arma di prima nomina, tra il 1981 e il 1986 ha svolto il proprio servizio come comandante di plotone carabinieri e quindi presso la Scuola Allievi Sottufficiali dei Carabinieri di Firenze. Dal 1986 al 1989  ha prestato servizio a Trieste come comandante di compagnia nella struttura territoriale dell'Arma dei Carabinieri.
Dal 1989 al 1995 è stato in servizio presso il Battaglione carabinieri paracadutisti "Tuscania" a Livorno, prendendo parte con il grado di capitano, all'operazione "IBIS" in Somalia, dove il 2 luglio 1993 prese parte alla battaglia del Pastificio a Mogadiscio, dove fu ferito. Promosso maggiore, nel 1994 fu inviato in Palestina.
Poi ha assunto incarichi operativi presso il Comando Generale dell'Arma a Roma tra il 1995 e il 1997. Lasciato tale incarico, ha assunto, tra il 1997 e il 2001, il comando del Gruppo Operativo della Regione CC "Calabria", per poi passare a comandare, dal 2001 al 2002, l'VIII Battaglione Carabinieri "Lazio". Nel 2001 è stato vice comandante delle Compagnie di contenimento e intervento risolutivo (CCIR) formate per fronteggiare le manifestazioni a Genova durante il G8 del 2001.
Dal 2002 al 2003 è stato capo del Centro Operativo dei Carabinieri. Il 29 settembre 2004 ha assunto l'incarico di comandante dell'MSU (Multinational Specialized Unit) e il 2 dicembre 2004 quello di comandante dell'IPU (Integrated Police Unit). Ha partecipato a numerose missioni all'estero: Somalia (missione UNOSOM), Albania (missione ALBA), e Iraq. Dal 26 giugno 2007 al 25 giugno 2009 ha comandato la Forza di gendarmeria europea. Successivamente è divenuto Comandante dell'Integrated Police Unit (unità multinazionale di polizia) in Bosnia.
Da novembre 2017 è comandante della Legione carabinieri Sardegna. Dal gennaio 2021 è comandante della Divisione unità mobili carabinieri, fino al giugno 2022.
Nel giugno 2023 è nominato al vertice del Comando interregionale carabinieri Culqualber a Messina, venendo promosso al gradi di Generale di Corpo d'Armata dal Consiglio dei Ministri del successivo 27 giugno.

## Controversie
È citato nel memoriale del Maresciallo capo del Battaglione Carabinieri Paracadutisti “Tuscania” Francesco Aloi tra gli "autori o persone informate delle violenze perpetrate contro la popolazione somala" da cui scaturì una commissione d'inchiesta che accertò l'infondatezza di quanto riportato nel Memoriale.
Nel luglio 2001 è stato vice comandante delle Compagnie di contenimento e intervento risolutivo (CCIR), create appositamente in occasione del G8 di Genova e protagoniste di violenti scontri con i manifestanti. A lui era assegnato uno dei due defender dei carabinieri che in Piazza Alimonda furono protagonisti della morte di Carlo Giuliani, e riferì al generale di brigata Angelo Desideri, comandante della Legione Liguria, nei minuti immediatamente successivi, come dalla telefonata agli atti del processo.